# Петралиця
Петра́лиця (мак. Петралица) — село у Північній Македонії, входить до складу общини Ранковце Північно-Східного регіону.
Населення — 669 осіб (перепис 2002) в 214 господарствах.